# Akbarnama
Akbarnama és la crònica oficial del regnat de l'emperador Akbar, el tercer monarca de l'Imperi mogol. Aquesta obra fou encarregada pel mateix Akbar al seu historiador i biògraf personal, l'erudit Abu-l-Fazl Al·lamí, que era considerat una de les "nou joies de la cort d'Akbar". Aquest document conté descripcions de les seues experiències, de la història del seu regnat i de la seua vida personal.

## Història
Abu-l-Fazl Al·lamí va escriure l'obra entre els anys 1590 i 1596. Sembla que fou il·lustrat entre els anys 1592 i 1594 per uns quaranta-nou artistes procedents de la cort d'Akbar.
El llibre tardà 7 anys a ser completat i els manuscrits originaris contenien una sèrie d'il·lustracions que representaven els textos. Totes les il·lustracions són representatives de l'Escola d'Art Mogol i del treball dels mestres de la cort imperial, incloent-hi Basawan, l'ús de la qual del retrat en les seues il·lustracions fou una innovació en l'art indi.
Després de la mort d'Akbar, el 1605, el manuscrit va romandre a la biblioteca del seu fill, Jahangir. Hui aquest manuscrit es troba traslladat al Museu Victoria i Albert. Poc després que el museu adquirís el manuscrit, les pintures i el frontispici il·lustrat se n'enretiraren per emmarcar el manuscrit i exposar-lo al públic.

## Volums I i II
El primer volum d'Akbarnama tracta sobre el naixement d'Akbar, la història de la dinastia timúrida, dels regnats de Baber i Humayun, i dels sultans Suri de Delhi.

## Volum III: Ain-i-Akbari

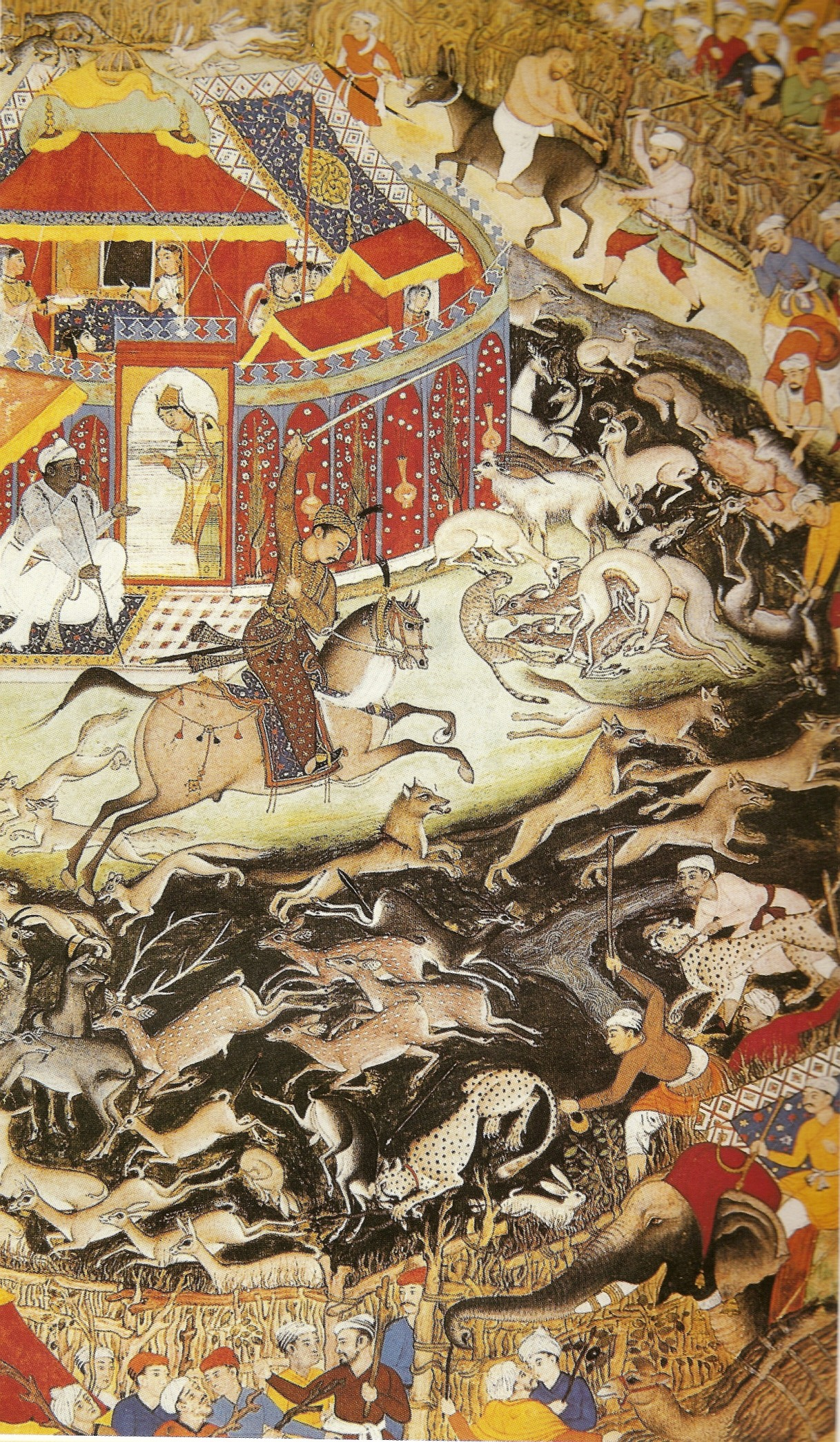
Akbar en una cacera

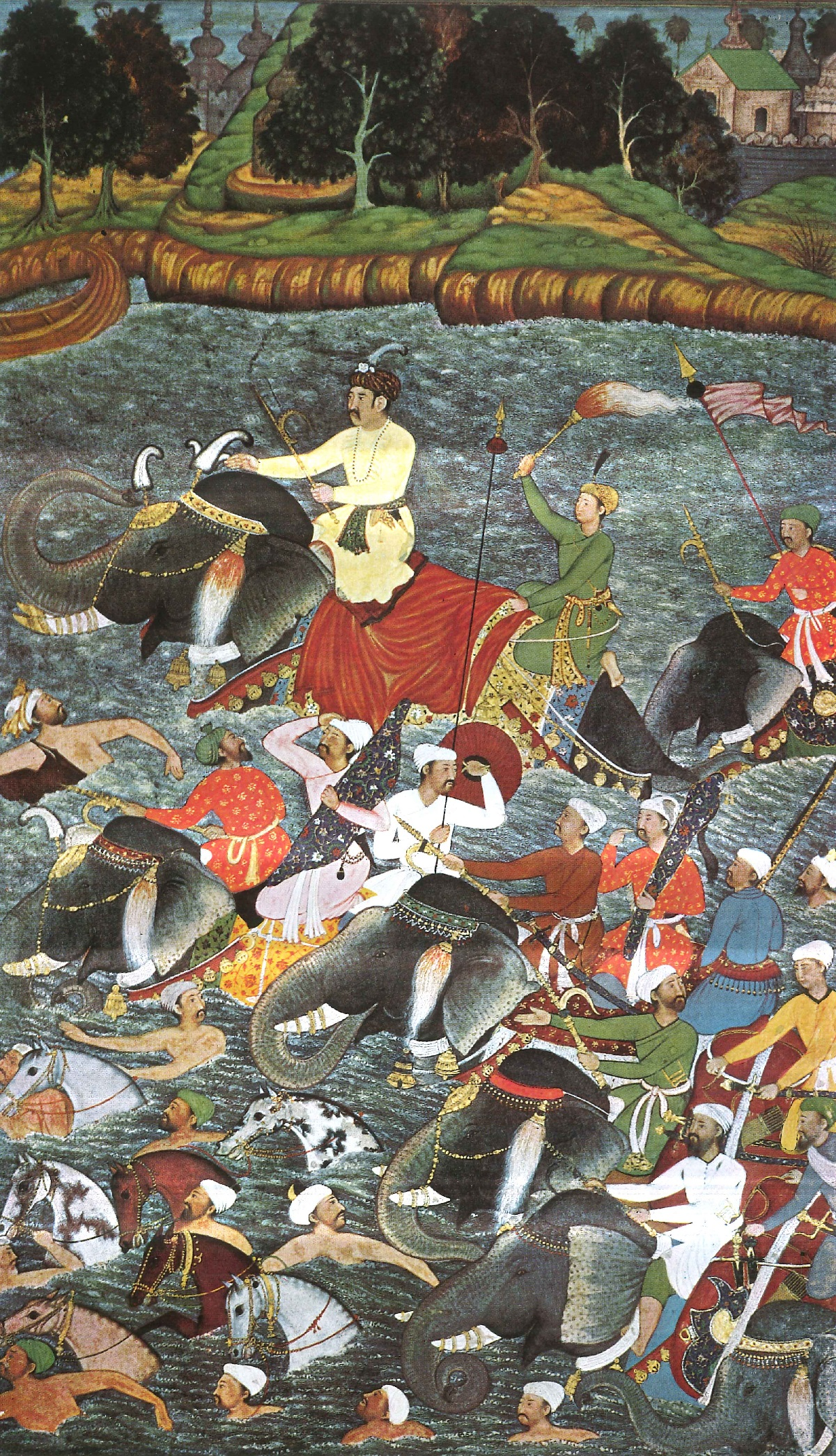
L'emperador mogol Akbar travessant el riu a la nit

El tercer volum s'anomena Â'în-i-Akbarî, i detalla el sistema administratiu de l'Imperi mogol. Hi trobem el famós Compte de les ciències hindús. També deixa constància de la llar d'Akbar, els ingressos i la geografia de l'imperi. Els textos expliquen les tradicions i cultura de les persones que habitaven l'Índia en aqueixa època. Aquest volum és famós pels detalls estadístics sobre els rendiments de les collites, els preus, els salaris i els ingressos. Ací Abu-l-Fazl expressa que: "ha estat, durant molt de temps, l'ambiciós desig del meu cor revisar, en certa manera, les condicions generals d'aquest vast país, i deixar constància de les opinions professades per la majoria dels savis entre els hindús. No sé si l'amor per la meua terra natal ha influenciat en l'exactitud de la recerca històrica i la veracitat del relat...". L'erudit exposa les creences de les principals escoles filosòfiques hindús, jainistes, budistes i nastikes. També deixa constància de la geografia Índia i de cosmografia. La major part d'aquesta informació deriva de textos sànscrits.
En la descripció de l'hinduisme, Abu-l-Fazl Al·lamí tracta de relacionar-lo amb alguna cosa que els musulmans puguen entendre. La majoria de musulmans ortodoxos pensaven que els hindús cometien els pecats més greus: el politeisme i la idolatria.
Sobre el tema de la idolatria, Abu-l-Fazl afirma que els símbols i imatges que porten els hindús no són pas ídols, sinó que simplement són per a permetre que les seues ments hi divaguen. En diu que només els cal servir i adorar Déu.
En aquest volum també es descriuen els sistemes de castes. Abu-l-Fazl Al·lamí hi deixa constància del nom, el rang i els deures de cada casta.
També escriu sobre el karma: "És un sistema de coneixement de caràcter increïble i extraordinari, en què els savis de l'Hindustan concorren sense dissidència" .
L'Ain-i-Akbari es troba ara exposat al Palau Hazarduari de Bengala.

## L'Akbarnamade Faizi Sirhindi
L'Akbarnama de Shaikh Illahdad Faiz Sirhindi és una altra biografia contemporània de l'emperador mogol Akbar. Aquest treball, en gran part, és una compilació del Tabaqat-i-Akbari de Khwaja Nizam-ud-Din Ahmad i de l'Akbarnama de Abu-l-Fazl. Els únics elements propis d'aquesta obra són uns versos i algunes històries interessants. Se sap molt poc sobre l'escriptor d'aquest Akbarnama. El seu pare, Mulla Ali Sher Sirhindi, fou un erudit famós, i l'escriptor de Tabaqat-i-Akbari fou alumne seu. Aquest escriptor visqué a Sirhind Sarkar de Delhi Subah i va ser obsequiat amb terres per l'emperador. La seua obra més important és el diccionari persa, el Madar-ul-Afazil, acabat el 1592. Va començar a escriure aquest Akbarnama quan tenia 36 anys. La seua obra també l'acaba el 1602, com la d'Abu-l-Fazl. Aquest treball ens ofereix informació addicional respecte als serveis prestats per Shaikh Farid Bokhari a l'emperador Akbar. També dona informació molt valuosa sobre el setge i captura d'Asirgah.